# NGC 2448
NGC 2448 (również ESO 493-**8) – gromada otwarta znajdująca się w gwiazdozbiorze Rufy. Odkrył ją John Herschel 7 stycznia 1831 roku. Jest położona w odległości ok. 3,4 tys. lat świetlnych od Słońca.